# Dianthus jacupicensis
Dianthus jacupicensis är en nejlikväxtart som först beskrevs av Kosanin, och fick sitt nu gällande namn av K. Micevski. Dianthus jacupicensis ingår i släktet nejlikor, och familjen nejlikväxter. Inga underarter finns listade i Catalogue of Life.